# Gumno (Zbrodzice)
Gumno – część wsi Zbrodzice w Polsce, położona w województwie świętokrzyskim, w powiecie buskim, w gminie Busko-Zdrój.
W latach 1975–1998 Gumno administracyjnie należało do województwa kieleckiego.